# Дафид Уилямс
Дафид Рис Уилямс (на английски: Dafydd Rhys Williams (Dave Williams); роден на 16 май 1954 г. в Саскатун, провинция Саскачеван, Канада) е канадски астронавт.

## Биография
Израснал е в канадската провинция Квебек. След завършване на училище Уилямс следва в университета Макгил в Монреал. Става бакалавър по биология (1976), магистър по физиология (1983), доктор по медицина и магистър по хирургия. Завършва обучението си в медицинския факултет на Университета в Отава като практикуващ лекар (1985), минава обучение като лекар по неотложна помощ в университета в Торонто (1988).
През 1992 г. Уилямс е приет в отряда на астронавтите на Канадската космическа агенция. От 1995 г. минава подготовка в НАСА за космически полети като специалист по полети.

## Космически полети
Дафид Уилямс е извършил 2 космически полета. Става 7-ия гражданин на Канада, извършил космически полет.
Първият протича от 17 април до 3 май 1998 г. със совалката „Колумбия“, мисия STS-90. Уилямс участва в изследване на влиянието на безтегловността на мозъка и нервната система на човека. Полетът продължава 15 денонощия 21 часа и 50 минути, а совалката извършва 256 обиколки около Земята.
От юли 1998 г. до 2002 г. Уилямс работи в Космическия център „Л. Джонсън“ в Хюстън.
Втория си полет извършва с космическия кораб „Индевър“, мисия STS-118 от 8 до 21 август 2007 г. По време на полета Уилямс прави 3 излизания в открития космос с обща продължителност 17 часа и 47 минути.
| Космически полети на Дафид Уилямс                                  | Космически полети на Дафид Уилямс | Космически полети на Дафид Уилямс | Космически полети на Дафид Уилямс | Космически полети на Дафид Уилямс     |
| №                                                                  | Дата                              | КК                                | Функции                           | Продължителност                       |
| ------------------------------------------------------------------ | --------------------------------- | --------------------------------- | --------------------------------- | ------------------------------------- |
| 1                                                                  | 17 април 1998                     | „Колумбия“ STS-90                 | специалист в мисия                | 15 денонощия 21 часа 50 мин и 58 сек. |
| 2                                                                  | 19 май 1996                       | „Индевър“ STS-118                 | специалист в мисия                | 12 денонощия 17 часа 56 мин 38 сек.   |
| Сумарно време в космоса: 28 денонощия 15 часа 47 мин и 36 секунди. |                                   |                                   |                                   |                                       |

Уилямс е женен и има 2 деца.